# Direction générale du Numérique et des Systèmes d'information et de communication
Ne doit pas être confondu avec la direction interministérielle du Numérique, qui est l’équivalent pour le système d'information et de communication de l'Etat.
 (janvier 2025).
En France, la direction générale du Numérique et des Systèmes d'information et de communication (DGNUM) assure la cohérence globale des systèmes d’information et de communication mis en œuvre au sein du ministère des Armées et améliore les conditions dans lesquelles sont conduits les projets majeurs dans ce domaine, notamment par la prise en compte des avancées des technologies liées au numérique (internet des objets, données, intelligence artificielle, etc.) 
Elle est l'une des trois directions générales du ministère des Armées aux côtés de la direction générale de la Sécurité extérieure (DGSE) et de la direction générale des Relations internationales et de la Stratégie (DGRIS).
Elle est prévue d'être fusionnée au sein du Commissariat au numérique de défense en 2025.

## Histoire
À partir de 1999, le chef d'état-major des armées assure la coordination des systèmes d'information opérationnels et de communication qui recouvrent les systèmes concourant à l'exercice du commandement et à la conduite des opérations. Le secrétaire général pour l'administration assure la coordination de l'informatique générale qui recouvre les systèmes d'information concourant à l'administration et à la gestion ainsi que les réseaux locaux qui leur sont affectés. Le délégué général pour l'Armement assure la coordination de l'informatique scientifique et technique qui recouvre les matériels et logiciels intrinsèques aux systèmes d'armes ainsi que les systèmes d'information, y compris les réseaux qui leur sont affectés, nécessaires, d'une part, aux évaluations et essais de systèmes d'armes ainsi qu'à la recherche et aux études amont et, d'autre part, aux études, à la réalisation et à la maintenance liées à la production industrielle.
La direction générale des Systèmes d'information et de communication est créée le 2 mai 2006.
La direction générale du Numérique et des Systèmes d'information et de communication est créée le 28 juin 2018.

## Liste des directeurs
Les directeurs sont nommés par décret, en conseil des ministres :

### Directeurs généraux des systèmes d'information et de communication
- l'Ingénieur général de l'armement Jean-Paul Gillyboeuf (2006)[4] ;
- l'Ingénieur général des télécommunications Henri Serres (2006-2009)[5] ;
- l'Amiral Christian Pénillard (2009-2012)[6] ;
- le Général de corps d'armée Gérard Lapprend (2012-2014)[7] ;
- l’Ingénieur général hors-classe de l'armement Marc Leclère (2014-2017)[8] ;
- le Vice-amiral d'escadre Arnaud Coustilliere (2017-2018)[9].

### Directeurs généraux du numérique et des systèmes d'information et de communication
| Identité             | Période        | Période           |
| Identité             | Début          | Fin               |
| -------------------- | -------------- | ----------------- |
| Arnaud Coustilliere  | 28 juin 2018   | 31 août 2020      |
| Nicolas Fournier (d) | 31 août 2020   | 1er novembre 2022 |
| Vincent Tejedor (d)  | 3 janvier 2023 |                   |